# Dictionary of the History of Ideas
Das Dictionary of the History of Ideas (DHI; dt. Wörterbuch der Ideengeschichte) wurde von 1973 bis 1974 durch Philip P. Wiener herausgegeben und von Charles Scribner’s Sons, New York verlegt (ein zur Gale Group gehörender Verlag).
Es erschien auch in chinesischer und japanischer Übersetzung. Das DHI ist seit vielen Jahren vergriffen, wurde aber in elektronischer Form neu veröffentlicht, unterstützt durch die Bibliothek der University of Virginia. Aus urheberrechtlichen Gründen konnten die Illustrationen der Druckausgabe dabei nicht online veröffentlicht werden. Daneben erscheint die Fachzeitschrift Journal of the History of Ideas im selben Verlag; deren Herausgeber haben ebenfalls die Online-Ausgabe des DHI finanziert. 2004 bekam das DHI einen Nachfolger, das New Dictionary of the History of Ideas, herausgegeben von Maryanne Cline Horowitz und ebenfalls durch Charles Scribner’s Sons verlegt. Dieses ist auch als E-Book erhältlich.
Die Artikeleinträge des DHI wurden von Fachwissenschaftlern erstellt und bieten ausführliche und zuverlässige Fachinformationen auf dem damaligen Forschungsstand.